# Ижевский регион Горьковской железной дороги
Ижевский регион Горьковской железной дороги — один из 5 регионов Горьковской железной дороги. Является правопреемником одноимённого отделения. Обслуживает железнодорожную инфраструктуру на территории Удмуртской республики и частично Свердловской области , Республики Башкортостан, Пермского края, Республики Татарстан.
Управление Ижевского региона Горьковской железной дороги расположено в городе Ижевске по адресу: улица Гагарина, д. 4.
Начальник региона — Роман Геннадьевич Городилов.
Главной станцией Ижевского региона является станция Ижевск.

## История
Ижевское отделение было создано в 1945 году, когда его начальником являлся И. А. Новиков. Созданию Ижевского отделения способствовал ряд важных исторических событий, которое можно разделить на 3 этапа.
- 1 этап: строительство железной дороги соединяющие Казань — Екатеринбург, эта дорога 847 км строилась 7 лет, строительство началось в 1913 году, а движение было открыто в 1920, когда в Красноуфимске был пробит тоннель.
- 2 этап: строительство линии Агрыз — Ижевск — Воткинск, строительство началось в то же время, что и ветка Казань — Екатеринбург.
- 3 этап: строительство ветки Ижевск — Балезино, начало было в январе 1942 года, на строительство этой железной дороги отправили 29 районов Удмуртии, руководителем строительства был Воробьёв, состыковка произошла на станции Люк, общая протяжённость 144,8 км, движение открылось в марте 1943 года, а в постоянную эксплуатацию в феврале 1945 года.

10 июля 2010 года Ижевское отделение преобразовано в Ижевский регион Горьковской железной дороги.

## Структура и деятельность
Границами отделения являются станции: Зилай (с севера), Алнаши (с юга), Кизнер (на юго-западе) и Дружинино (на востоке).
Осуществляет перевозку грузов и пассажиров по пригородным и междугородным маршрутам в Удмуртской республике, Пермском крае, Свердловской области, Татарстане и Башкортостане. В состав отделения входят такие железнодорожные узлы, как Ижевск и Агрыз.
Регион также обслуживает двухэтажный скорый поезд № 25/26, следующий по маршруту Ижевск — Москва, который пришёл на замену действовавшему до 1994 года фирменному поезду «Удмуртия» и до декабря 2018 года фирменному поезду "Италмас".